# Budynek przy ul. Podgórskiej 2 w Toruniu
Budynek przy ul. Podgórskiej 2 w Toruniu – willa zbudowana ok. 1900 roku, znajdująca się przy ul. Podgórskiej 2, na obrzeżach Parku Tysiąclecia na Stawkach w Toruniu. Pierwotnie była to willa komendanta poligonu. Od 2022 roku w budynku mieści się Dzienny Dom Pobytu „Seniorzy Razem”. Obiekt figuruje w gminnej ewidencji zabytków (nr 2330).